# Vicke Andrén
Anders Victor (Vicke) Andrén, född den 7 december 1856 i Uddevalla, död den 11 november 1930 i Stockholm, var en svensk konstnär.

## Liv och verk
Vicke Andrén var under slutet av 1800-talet en uppmärksammad konstnär verksam inom fler olika genrer. Utbildad vid Konstakademien 1876–1882 verkade han både som målare, reportageillustratör och skämttecknare.
Som målare har Andrén gjort takmålningar i bland annat Kungliga Operan, Södra teatern, Oscarsteatern, Gustav Vasa kyrka och van der Nootska palatset. Han har också målat takmålningar åt sin barndomsvän Ture Malmgren i dennes hus Villa Elfkullen samt dekorationer på Café Opera och andra Stockholmskrogar. "Fullmogna kvinnor" ingick gärna bland motiven och Andrén har som konstnär beskrivits såsom "av epikureisk läggning" (K. A. Arvidsson).
Som reportagetecknare verkade Andrén i Ny Illustrerad Tidning och i Idun, och hans illustrationer häri har beskrivis som "mera objektiva än våra pressfotografers snapshots". Som skämttecknare hittade man Andrén främst i Puck och Kasper men även i Strix. Också bland de samtida svenska skämttecknarna utmärkte Andrén sig för att ge kvinnor ovanligt stort utrymme i sina bilder. Andrén är representerad vid bland annat Nationalmuseum.
Han utarbetade även Zornmärket  efter förlaga av Anders Zorn
Förutom som bildkonstnär var Andrén även verksam som Bellmansångare. Vicke Andrén gravsattes i Gustav Vasa kyrkas kolumbarium vid Odenplan i Stockholm.

## Galleri

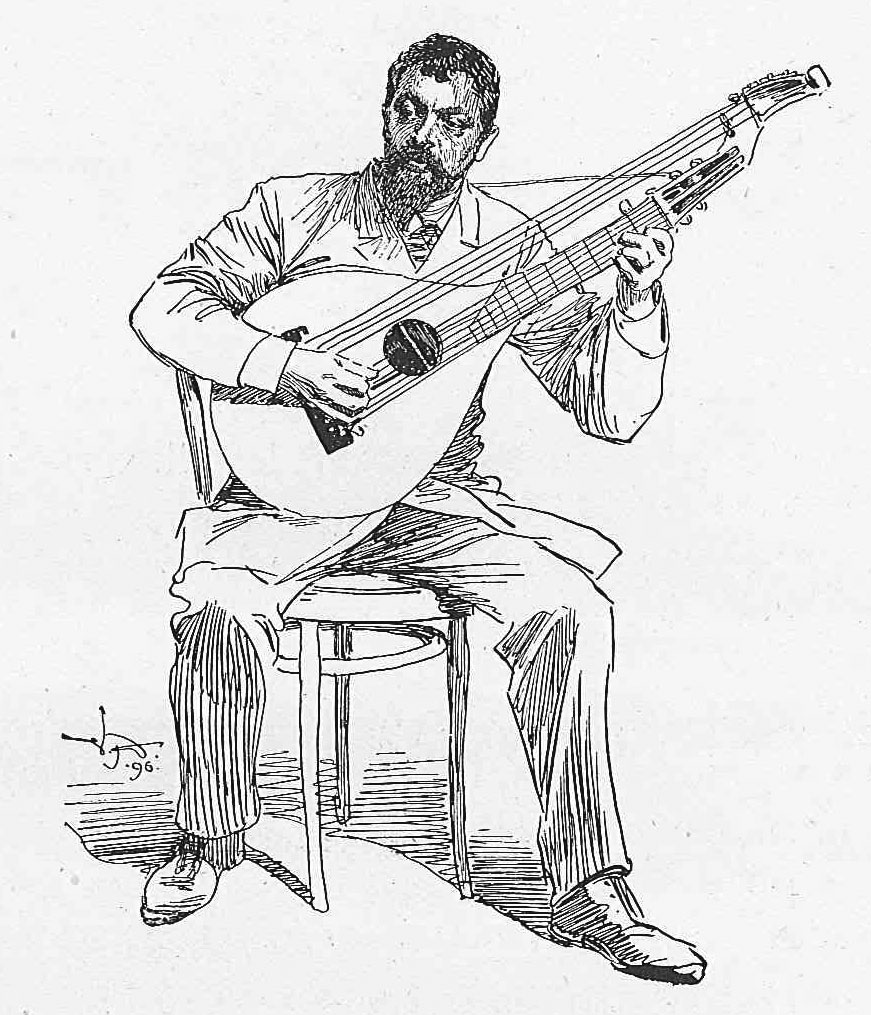
Självporträtt som lutsångare (1896)
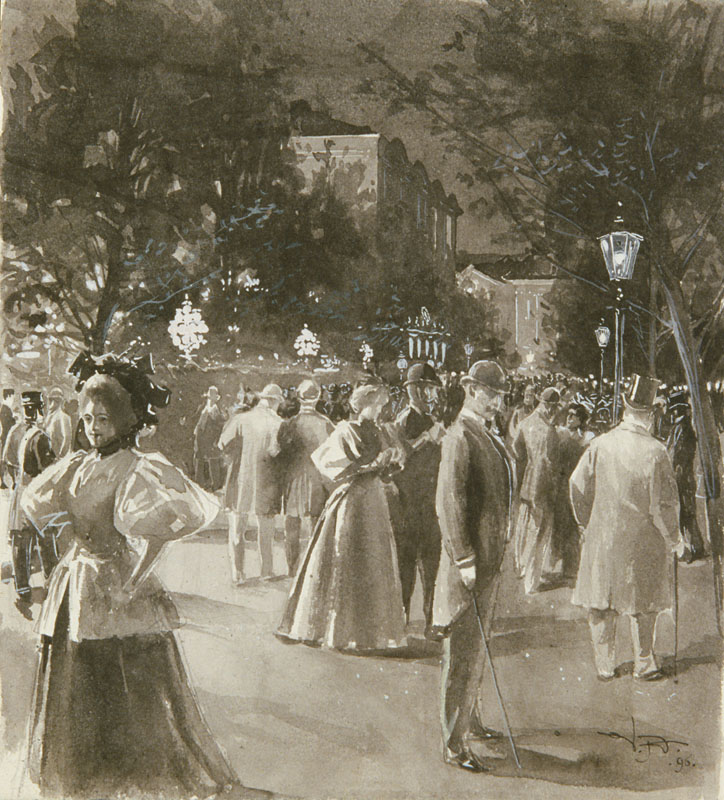
Nattliv utanför Blanch's café (tuschlavering 1896).
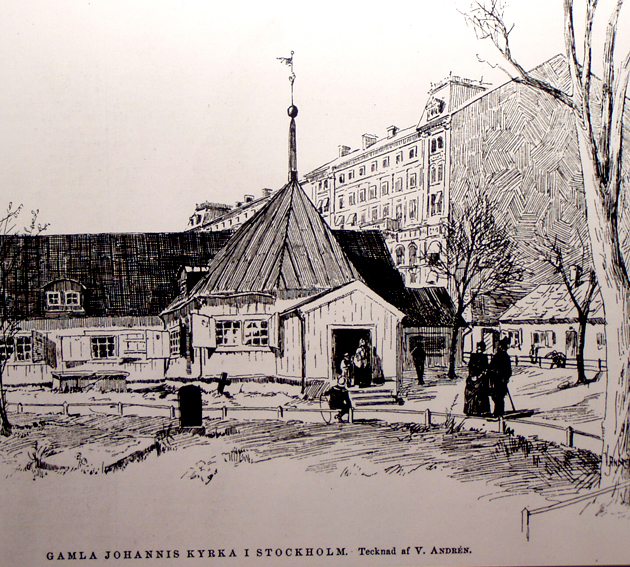
Gamla Johannis kyrka i Stockholm (1880-tal).
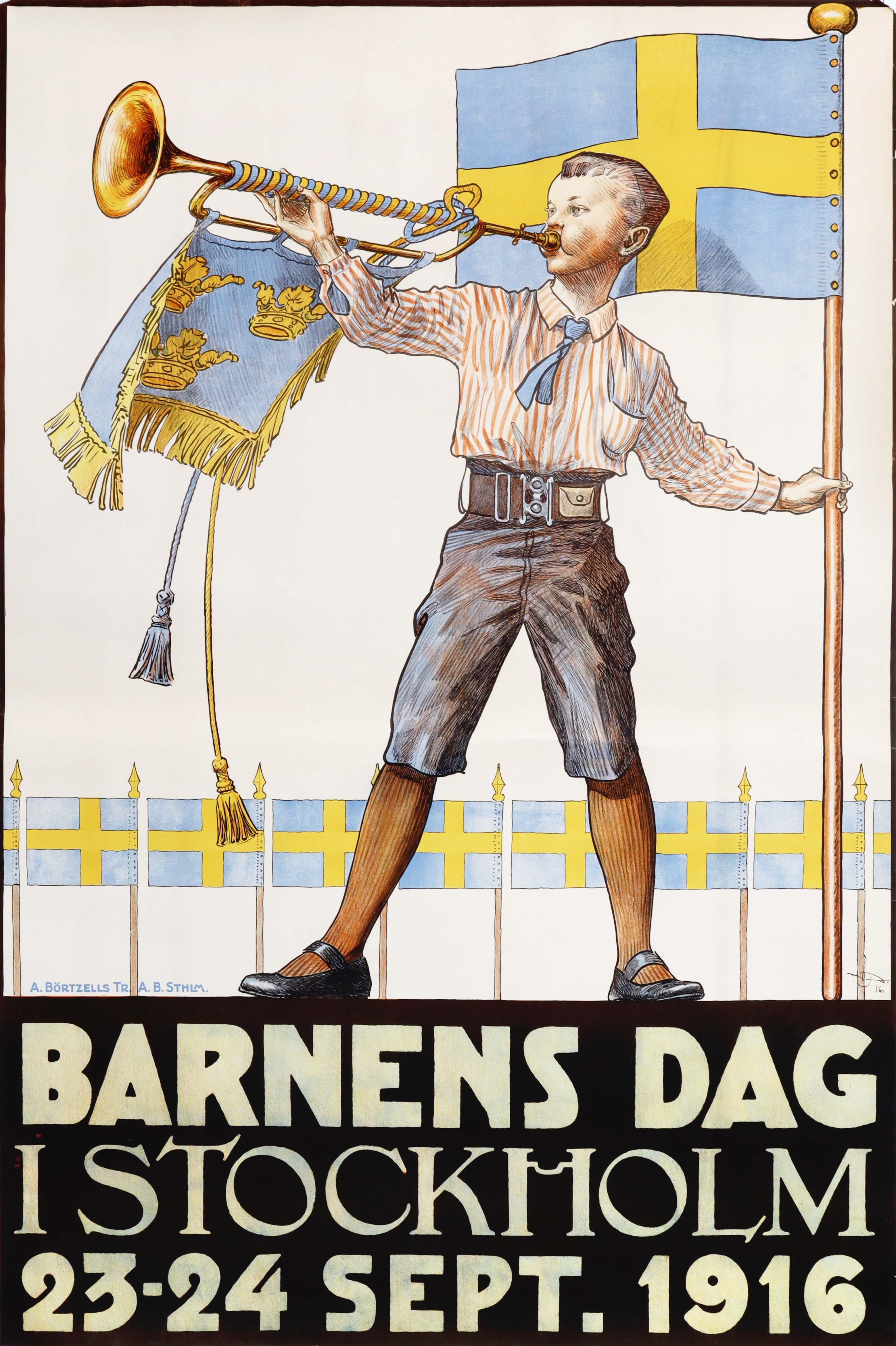
Affisch för Barnens dag (1916)
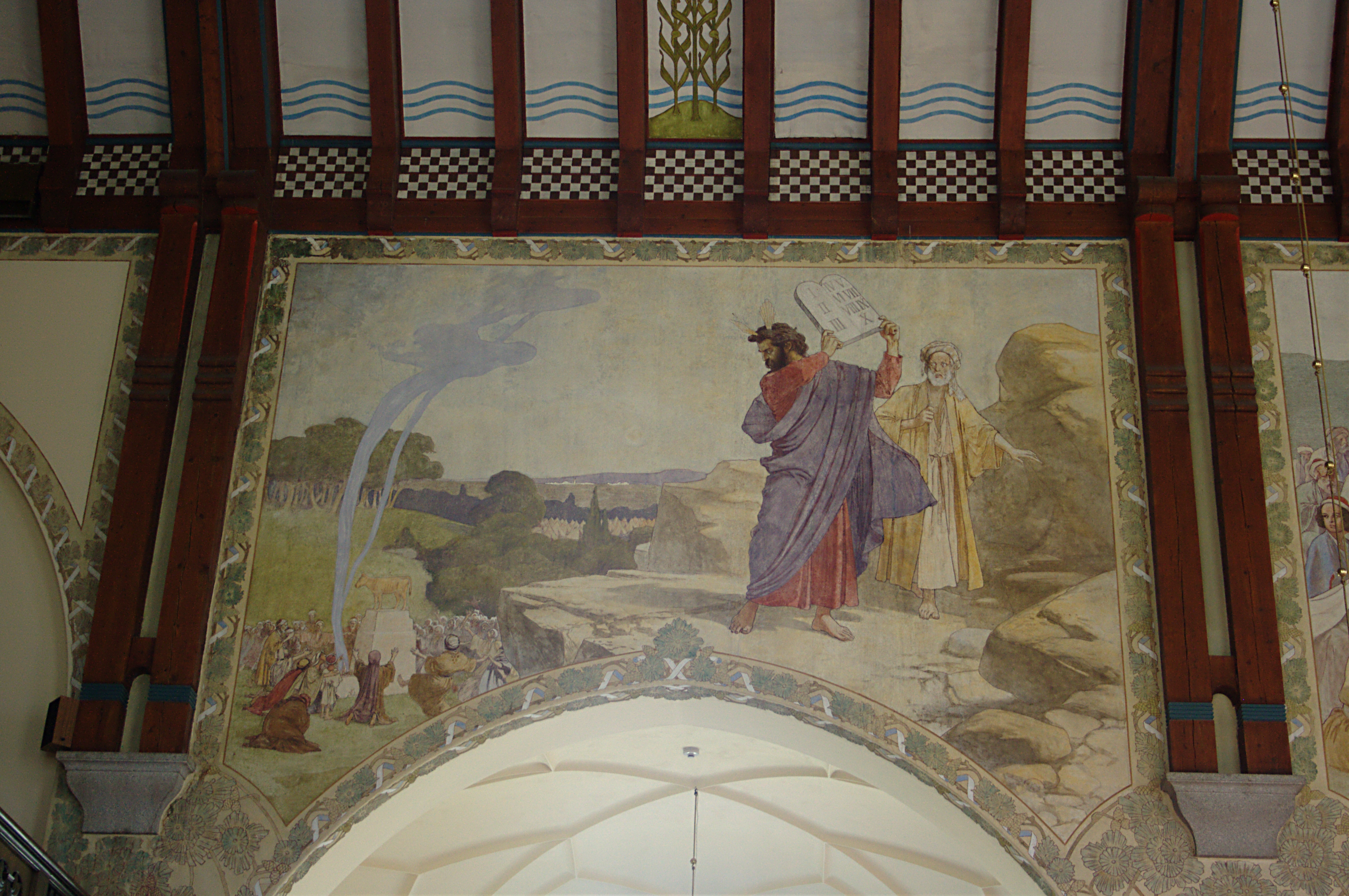
Muralmåleri i Hörnefors kyrka
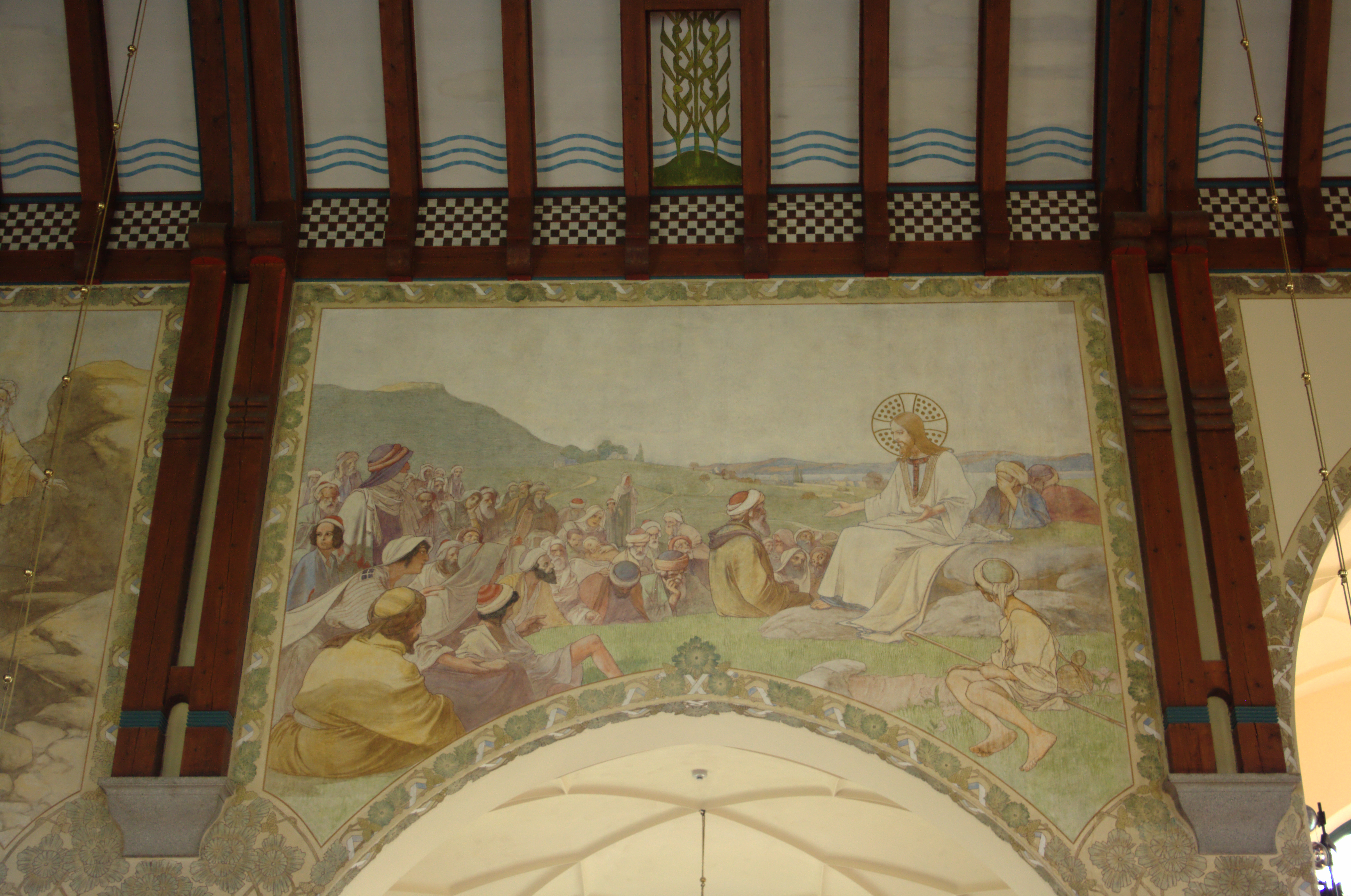
Muralmåleri i Hörnefors kyrka